# Olaf Syvertsen
Olaf Syvertsen (Oslo, 23 agosto 1884 – Oslo, 18 giugno 1964) è stato un ginnasta norvegese.

## Palmarès

### Olimpiadi
- Argento a Londra 1908 nel concorso a squadre.